# Rolf Storsveen
Rolf Storsveen   (Elverum, 22 d'abril de 1959) és un biatleta noruec, ja retirat, que va competir durant la dècada de 1980.
El 1984 va prendre part als Jocs Olímpics d'Hivern de Sarajevo, on va disputar dues proves del programa de biatló. Formant equip amb Eirik Kvalfoss, Odd Lirhus i Kjell Søbak guanyà la medalla de plata en la prova del relleu 4x7,5 quilòmetres, mentre en els 20 quilòmetres fou sisè.
En el seu palmarès també destaca una medalla de plata al Campionat del món de biatló de 1982 i un campionat nacional el 1981.